# مایان علیا (طرقبه شاندیز)
مایان علیا، روستایی در دهستان طرقبه بخش طرقبه شهرستان طرقبه و شاندیز استان خراسان رضوی ایران است. مایان علیا در دامنه های شمالی رشته کوه بینالود قرار دارد و رودخانه مایان در آن جاریست برای رسیدن به روستا باید از جاده پر پیچ و خم ازغد گذر کرد.

## تاریخ پر افتخار
روستای مایان علیا تاریخ کهنی را داراست این روستا به واسطه قرار گیری در نزدیکی یکی از شاخه های راه ابریشم در درون قدیم محل زندگی تجار خراسانی بوده است در نزدیکی روستا درخت ارس تنومندی قرار دارد که گویا ۱۳۰۰ سال قدمت دارد در زمان های دور در این مناطق کوزه های پر از سکه های طلا یافت شده است که گویا به گبر ها نسبت داده شده بوده ولی هرچه که هست از زمان های دور این منطقه بسیار ویژه تر از روستا های اطراف بوده گواه ان ارامگاه عارف ملا علی مایانی و مزار امامزاده میرزا عرب در این منطقه است

## وجه تسمیه
در این منطقه در دوران گذشته به واسطه آب و هوای خوبی که داشته است مار های زیادی از خانواده افعی نظیر مار زنگی و افعی البرزی و جعفری اشاره کرد و مار کبرا در این منطقه وجود داشته است که از قدیم به آن ماریان گفته شده است و بعد ها با گذشت زمان به مایان تبدیل شده است

## پوشش گیاهی
کوه های این منطقه جزء استپ های و مراتع حفاظت شده ایران محسوب می شود که در این منطقه گیاهانی همچون کنگر،تره باغی،ترشک،بابونه،تمشک،پونه کوهی و از درختان این مناطق می توان به گردو،چنار،اشن،سپیدار،سماق،ارس،زرشک وحشی اشاره کرد

## رودخانه مایان
رودخانه مایان یک رودخانه نسبتا دائمی و کم عرض محسوب می شود و شیب ۴.۸٪ را داراست رودخانه مایان حدود ۳۰ کیلومتر طول دارد و بعد از عبور از روستای ازغد،مایان علیا،مایان وسطی،مایان سفلی و حصار به رودخانه های دهبار و جاغرق پیوسته و به عنوان رودخانه گلستان به بند گلستان می ریزد بند گلستان حدود ۱۱۰۰متر از سطح دریاهای آزاد ارتفاع دارد حوضه آبریز رودخانه مایان بسیار وسیع است اما از جمله قله های مهم این حوضه می توان به قله ازغد(۲۷۵۰متر)و قله قوچگر(۲۸۹۰متر)و قله زنبورگاه(۳۰۲۸متر) اشاره کرد رودخانه مایان در تابستان به خاطر آبیاری باغات بالا دست در محدوده مایان سفلی تا حصار خشک شده و دیگر جاری نیست

## مرتفع ترین نقطه
قله خالو به ارتفاع ۱۸۴۵ متر در دره هیون بلند ترین کوه این روستاست این کوه در پشت ازغد قرار دارد و سال هاست که برای مالکیت آن دعوی وجود دارد ولی مطابق رای دادگاه طرقبه شاندیز تمامی مالکیت از قبیل حق آب و خاک به روستای مایان تعلق دارد بررسی عدله دادگاه به این علت بوده که چون حوضه آبریز این منطقه به سمت مایان علیاست این کوه متعلق به روستای مایان علیا است

## دره هیون(تجندان)
دره هیون یا تجندان اخرین منطقه وابسته به مایان است که بعد از ان به روستای ازغد تعلق دارد این دره در محل تلاقی با رودخانه ۱۵۸۰متر ارتفاع دارد و بلند ترین نقطه این دره ۱۸۴۲متر دارد این دره به خاطر موقعیت استتراتیکی که دارد پایین ترین قسمت حوضه آبگیر ابخوان بینالود است بنابراین با کمی گود کردن زمین می توان به آب زلال و گوارا رسید این منطقه از گذشته های دور مورد بحث و جدال بین ازغد و مایان بوده است و خون و خونریزی هایی در این منطقه برای آب و خاک به وجود آمده است ولی ماحصل آن چنین شده که همانند گذشته این منطقه متعلق به مایان است و خواهد بود و هیچ کس حق بهربرداری از منابع آبی و خاکی آن منطقه را ندارد بجز مالکین آن منطقه که در باب مالکین باید اشاره کرد که این دره در سال ۱۳۴۶ بعد مرگ مالک اول به پسران آن رسیده و از آن به بعد نسل در نسل بین نوادگان آن درحال گشتن است

## جمعیت
بر پایه سرشماری عمومی نفوس و مسکن در سال ۱۳۹۵ جمعیت این روستا ۳۲۹ نفر (در ۱۱۲ خانوار) بوده است.